# 柞原八幡宮
柞原八幡宮（ゆすはらはちまんぐう）は、大分県大分市にある神社。豊後国一宮。旧社格は国幣小社で、現在は神社本庁の別表神社。
「いすはら」「ゆすばる」とも読み、由原八幡宮とも表記する。

## 祭神
- 仲哀天皇
- 応神天皇
- 神功皇后

## 歴史
鎌倉時代に書かれた社伝には、創建の由来が以下のように記されている。
天長4年（827年）、延暦寺の僧・金亀（こんき）が宇佐八幡に千日間籠り、「天長7年3月3日に八幡神が豊前国に垂迹する」との神託を得た。天長7年7月7日、大分郡賀来郷に白幡が飛び渡った。金亀はこのことを朝廷に奉上し、承和3年（836年）、仁明天皇の命により豊後国司・大江宇久が社殿を造営した。
上記の内容の全てが史実であるかどうかはわからないが、当社が宇佐八幡の豊後国における分祀であるのは間違いなく、宇佐八幡の別宮の一つとして崇敬を受けた。長徳4年（998年）からは宇佐八幡と同様に33年ごとの社殿の造営（式年遷宮）が行われるようになった。
金亀の法統を継ぐ者は宮師（みやし）と呼ばれ、当社の実質的な支配者であった。国府に近いことから特に国司の崇敬を受けた。
中世以降は大友氏ほか歴代の領主の崇敬を受けた。また、豊後国一宮を称するようになり、それ以前から一宮を称していた西寒多神社との間で近世まで論争があった。当社を一宮と称した最初のものは、嘉応3年（1171年）3月の『宮師僧定清（じょうせい）解』にある、「右、大菩薩は、是れ日本鎮守、百王守護の神霊なり、（中略）豊州の中心に垂迹して、当国の一の宮となる」というものである。また、久安元年（1145年）に作成された『宮師僧院清解』という解もその内容が『宮師僧定清解』にほぼ同一の内容であることから、一宮である柞原八幡宮から出された文書であるとみられる。久安年間には当時の国守である源季兼が国衙改革を行ったことが知られており、柞原八幡宮が一宮になったのもこの時期と推定する説もある。
鎌倉時代に守護として関東地方から豊後国に入った大友氏は、同時代末期から南北朝時代にかけて国衙機構およびこれに付随する国衙領や在庁官人を吸収していく過程において、一宮の庇護や祭祀に関する責務も継承したと考えられている。戦国時代には領主・大友義鎮（宗麟）がキリスト教を信仰したことから排撃を受けたが、江戸時代には歴代府内藩主の厚い保護を受けた。
「柞原」の表記が登場したのは、明治になってからとされ、それ以前は由原宮・八幡由原宮・賀来社などと呼ばれていた。
明治6年 (1873年) には近代社格制度において県社に列せられ、大正5年には国幣小社に昇格した。戦後は神社本庁の別表神社に指定されている。

## 境内・社殿
大分市街地西方の二葉山（八幡柞原山とも）山麓に鎮座する。境内入口の長い階段を上ると南大門が南東向きに建つ。この門を過ぎると、道は正面方向と右斜め方向の二手に分かれる。正面の道は西門（参拝入口）へ向かう参道、右斜め方向の道は勅使道と呼ばれ、石段を経て神域南正面の楼門へ至る。本殿は八幡造と呼ばれる特異な建築形式になる。本殿手前には申殿、その手前に接して拝殿が建ち、拝殿手前に前述の楼門がある。このほか、楼門左右に東西回廊、本殿左右に東西宝殿、本殿西方に宝蔵と八王子社、申殿西方に前述の西門が建つ。本殿、申殿、拝殿、楼門、東西宝殿、東西回廊、西門、南大門の10棟は2011年、国の重要文化財に指定された（他に宝蔵と八王子社が重要文化財の「附」（つけたり）指定となっている）。以上の社殿はいずれも寛延2年（1749年）焼失後に順次再建されたものである。
本殿は嘉永3年（1850年）上棟の八幡造社殿である。八幡造とは神社本殿の建築形式の一つで、大分県宇佐神宮（宇佐八幡）本殿にみられることからこの名があり、切妻造社殿2棟を前後に連結したような特異な形式である。当神社の本殿はともに桁行5間、梁間2間の後殿と前殿を前後に接続した形になる。柱、梁などの軸部は朱塗とし、蔀（しとみ）を黒塗とする。この配色は当神社の他の社殿にも共通している。屋根は銅板葺きとする（当神社の重要文化財建造物は東西回廊を除いてすべて銅版葺き）。西側の縁の後方に「花堂」（華堂）と称する小社殿が付属するのも当本殿の特色である。同様の小社殿を付属する例は大分県南部から宮崎県北部にかけての神社にみられる。
本殿手前には切妻造妻入りの申殿、その手前に接して同じく切妻造妻入りの拝殿が建つ。申殿は前述の寛延の火災後まもない宝暦2年（1752年）頃の建立、拝殿は後述の楼門と同じく宝暦9年（1759年）頃の建立とみられる。
楼門は棟札により宝暦9年（1759年）の上棟、翌年の完成とわかる。入母屋造、間口3間の通常の形式であるが、下層正面に軒唐破風（のきからはふ）を設ける点が特異である。
楼門の左右に接続する東回廊・西回廊は寛政10年（1798年）頃の建立で、他の社殿と異なり桟瓦葺きとする。西回廊西端の授与所は重要文化財指定の対象外である。
本殿の左方と右方に建つ東宝殿・西宝殿は宝暦7年（1757年）の建立で、いずれも切妻造、桁行3間の小社殿である。
西門は切妻造の四脚門で、江戸時代末期の建立とみられる。
南大門は棟札により明治3年（1870年）の建立とわかる。柱間に二十四孝、日本武尊などを表した装飾彫刻があり、「日暮門」とも呼ばれる。外観は複雑に見えるが、構造の基本は入母屋造の四脚門で、この前後にそれぞれ唐破風造の突出部を設け、左右に切妻造の脇門を設けたものである。
なお、柞原八幡宮の森は昭和49年（1974年）3月15日に特別保護樹林に指定されている。

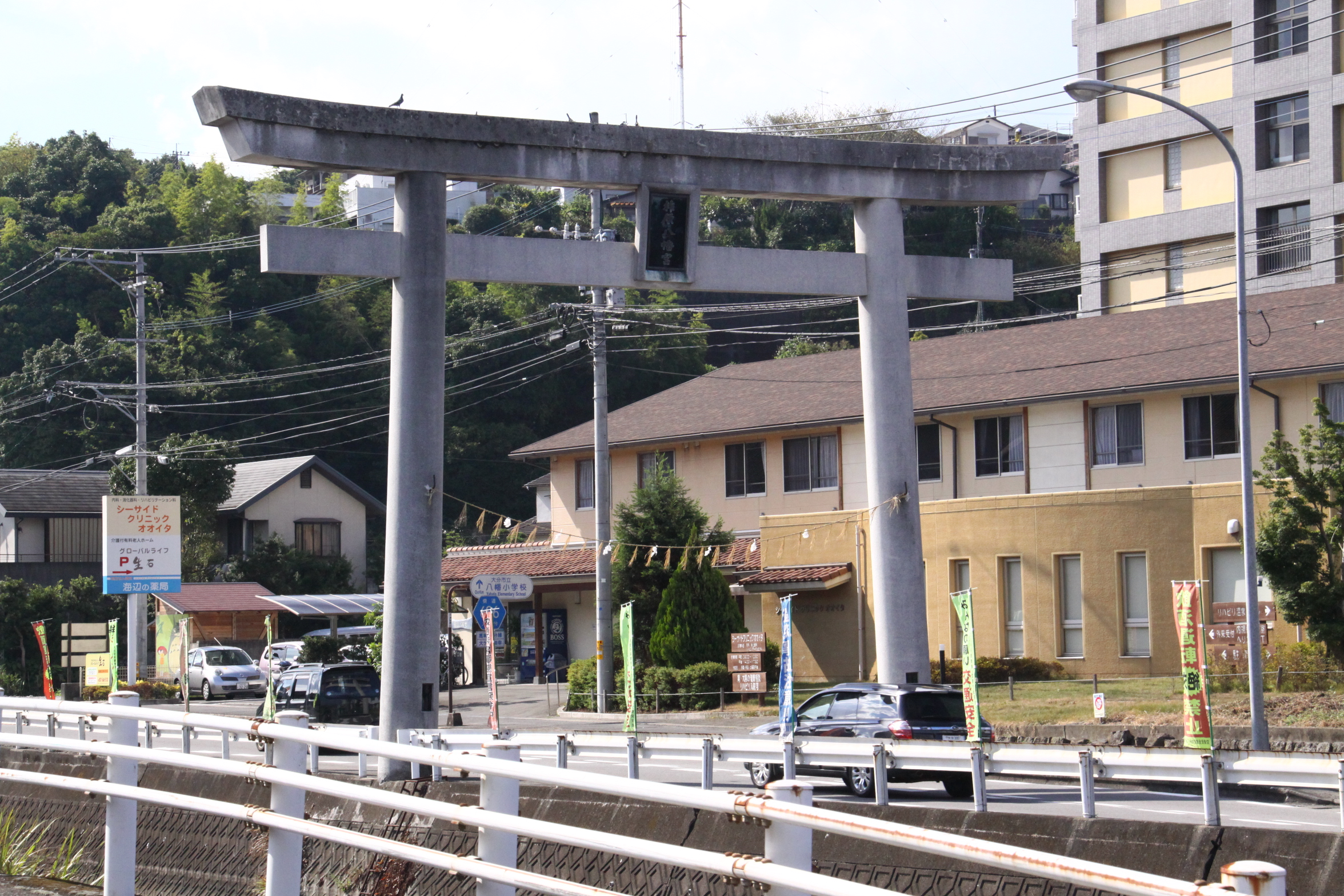
大鳥居 JR九州・西大分駅の北側、表裏の両参道入口にある。撮影位置の背後方向には当社の浜の市仮宮がある。写真は3代目の鳥居であり、1979年から2019年まで設置されていた[6]。
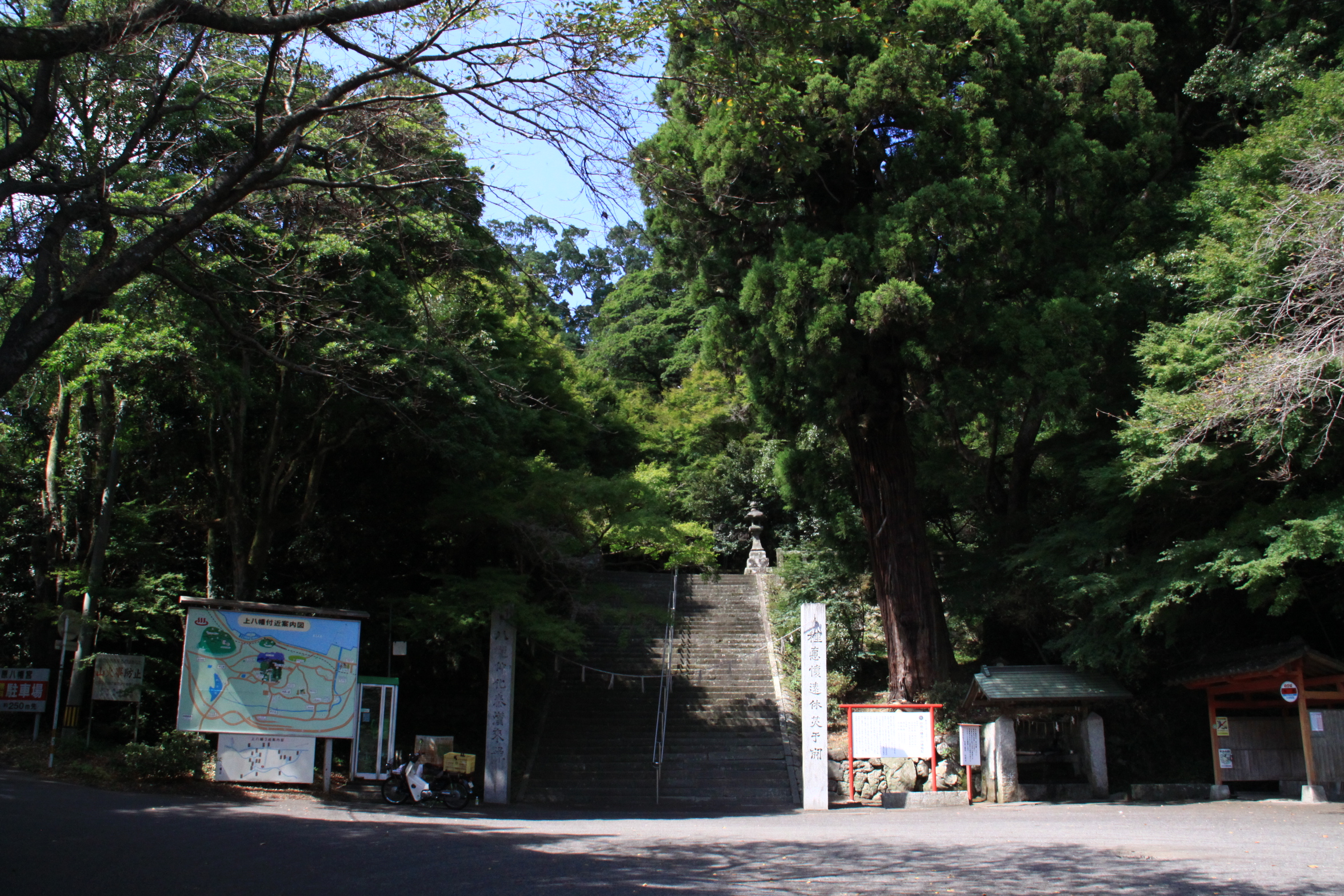
注連縄鳥居 表参道側の鳥居。階段を上ると南大門がある。
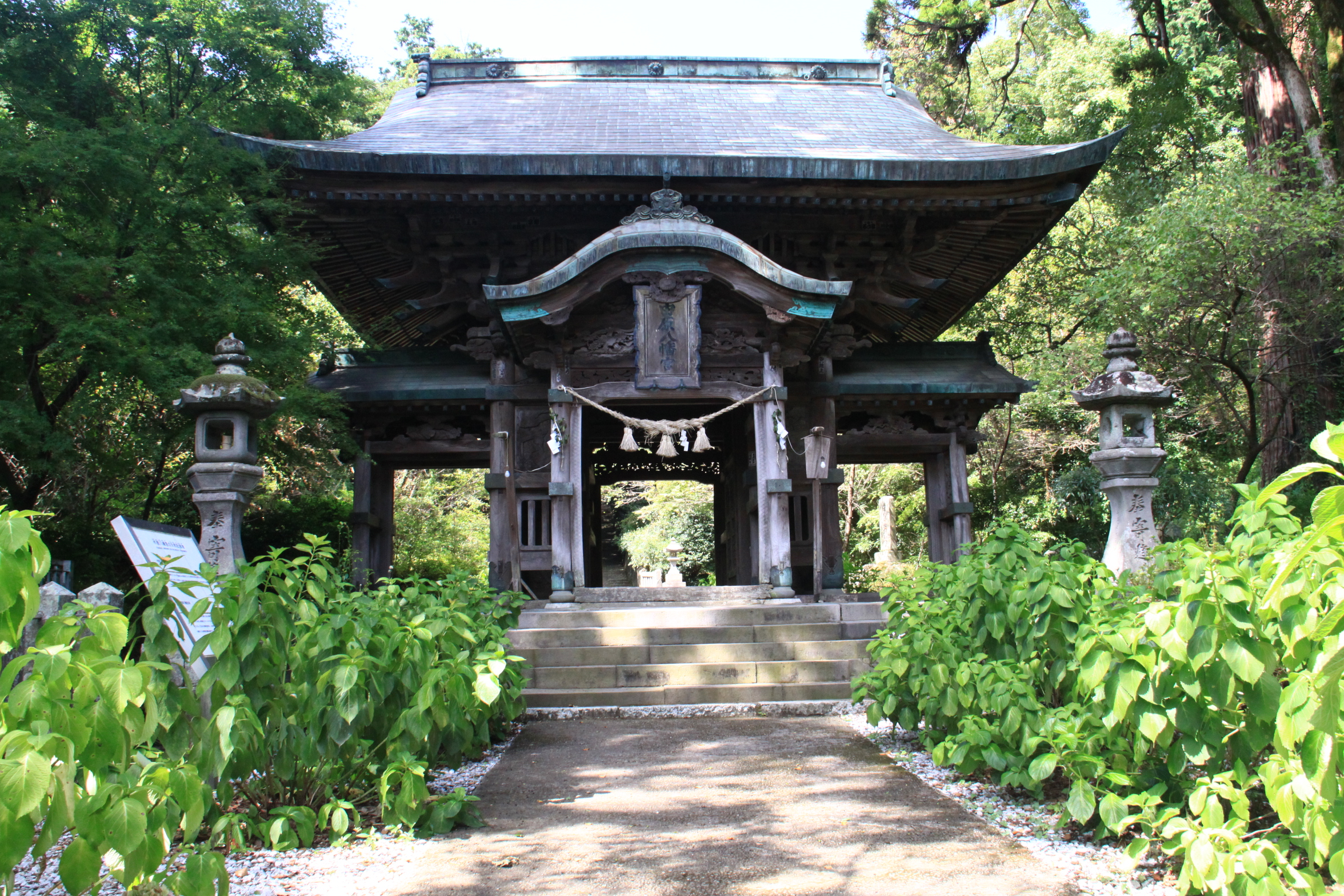
南大門 別名・日暮し門。元和9年（1623年）に再建されたが、現存する門は明治3年（1870年）の建立。この門の先で、道は西門へ向かう参道と勅使道に分かれる。
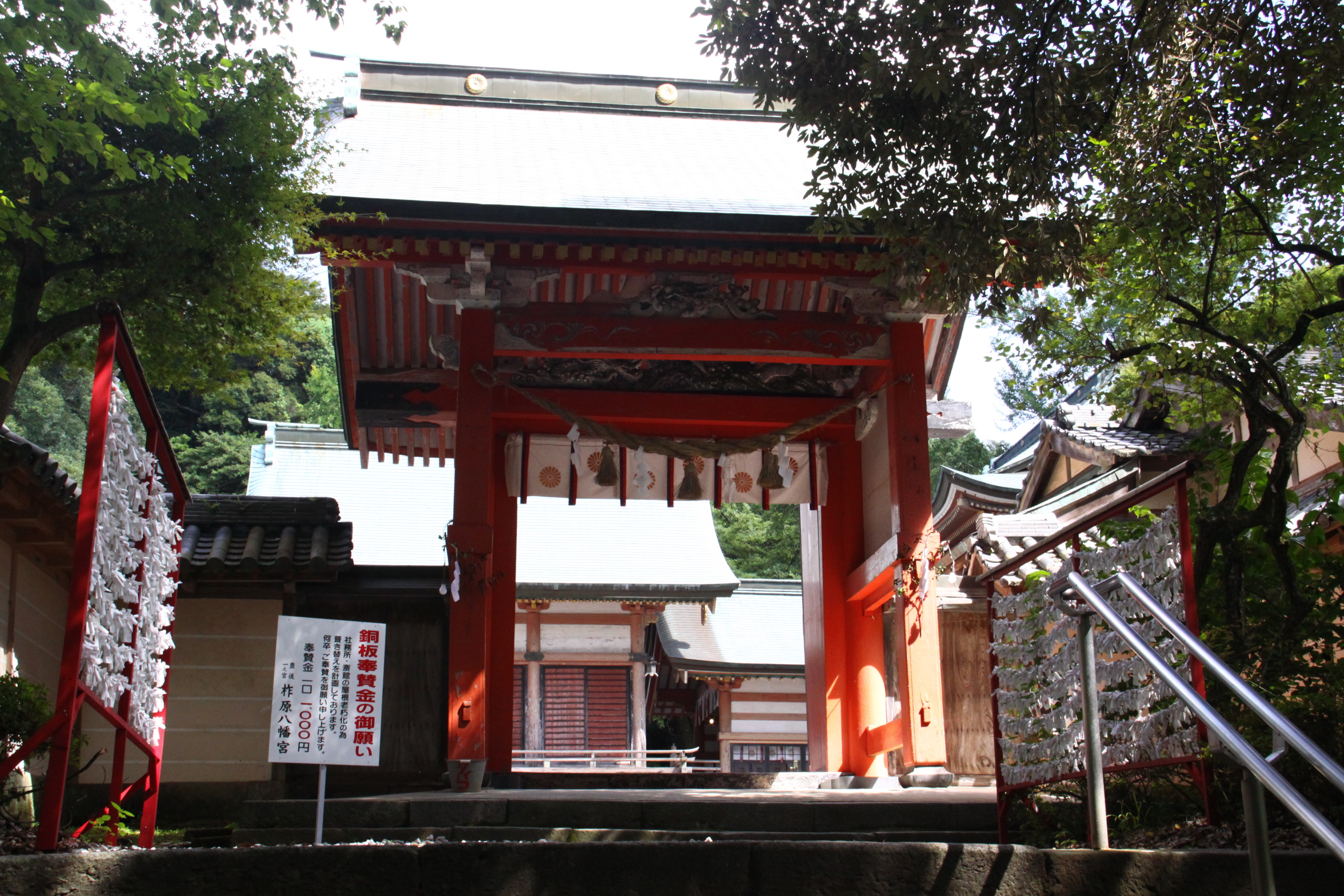
西門
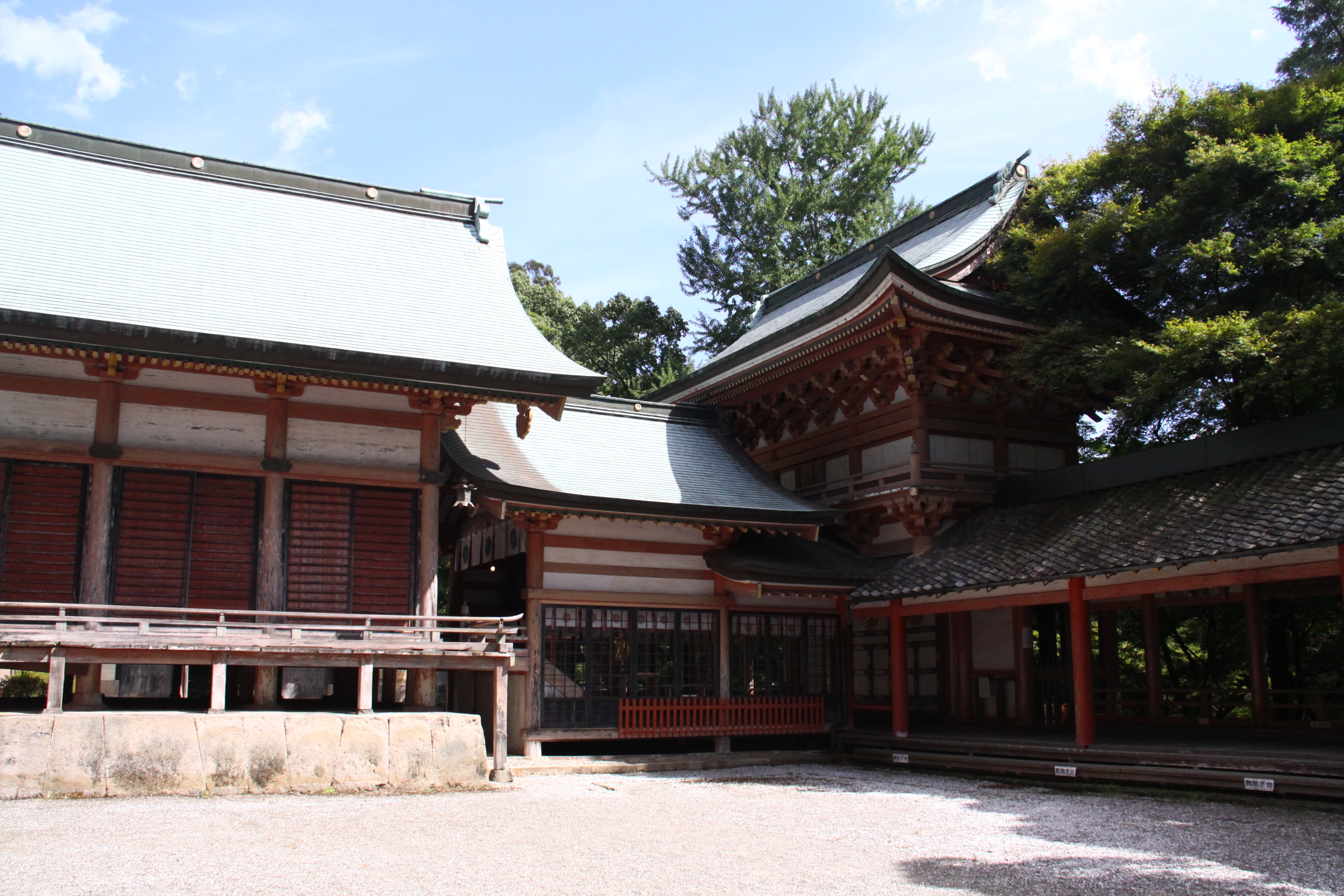
申殿・拝殿・楼門 西門付近から撮影。左から申殿・拝殿・楼門。
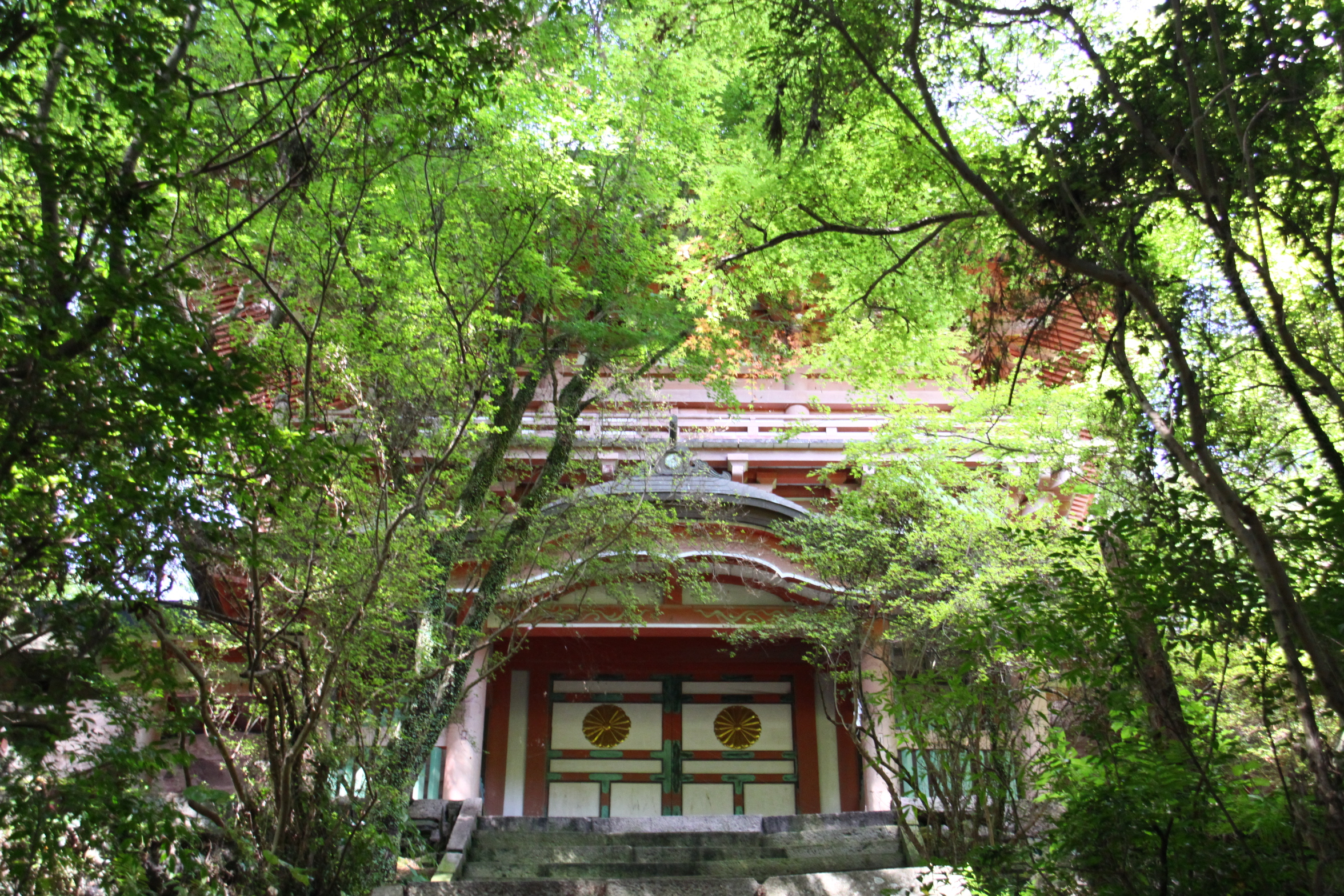
勅使道から見上げた楼門
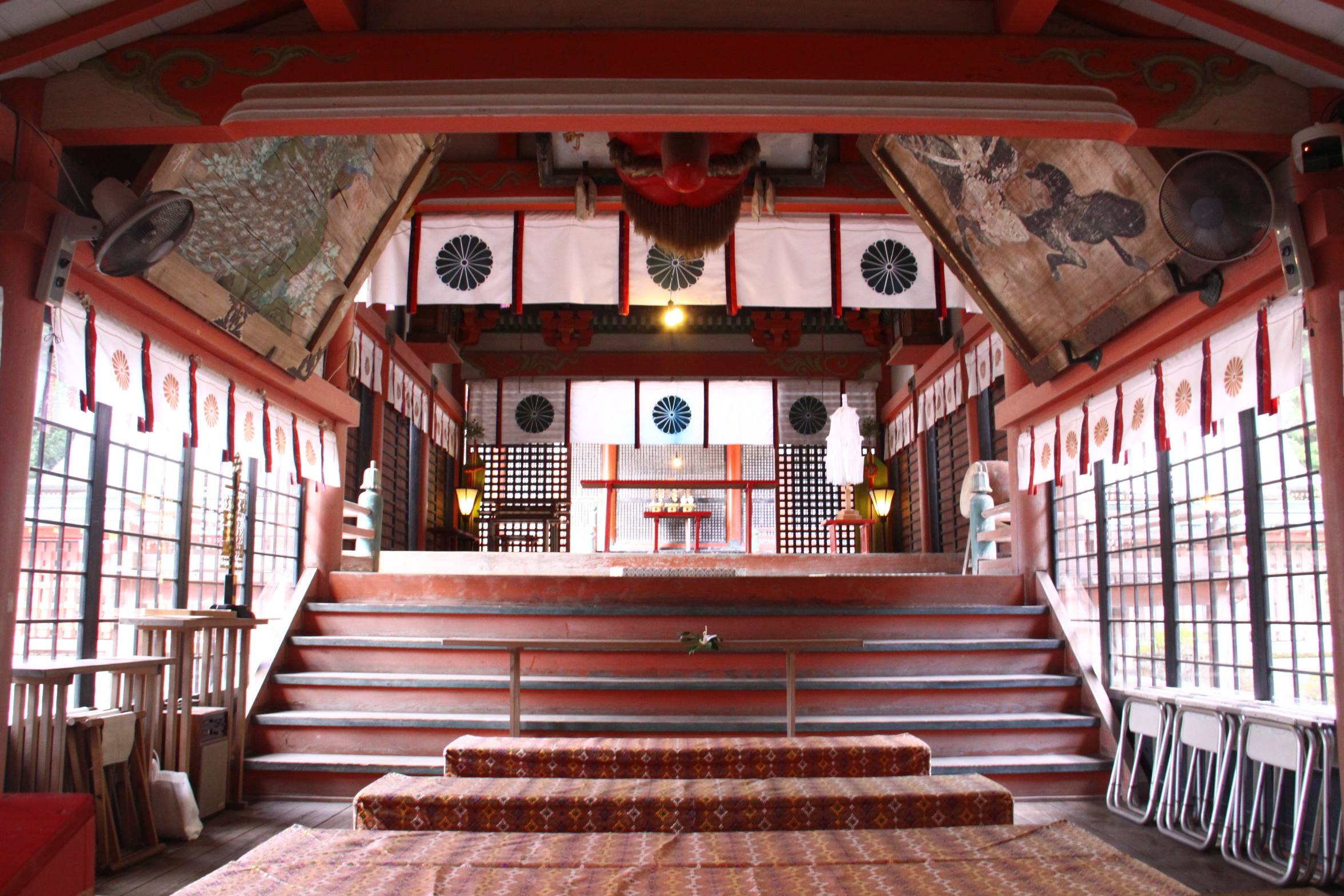
拝殿・申殿の内部 楼門内部から撮影。階段の手前が拝殿、向こう側が申殿。一番奥には本殿の扉が見える。

## 文化財

### 重要文化財（国指定）
- 柞原八幡宮 10棟
  - 本殿
  - 申殿（もうしでん）
  - 拝殿
  - 楼門（附 棟札）
  - 東宝殿
  - 西宝殿
  - 東回廊
  - 西回廊
  - 西門
  - 南大門（附 棟札）
  - 附 宝蔵、八王子社、絵図面4枚（本殿建地割図、楼門建地割図、由原宮境内指図、由原宮境内絵図）
- 銅造如来立像（重文指定名称は「銅造仏像」）
- 太刀（銘 源国：以下1字並びに年号不明）
- 太刀（銘 国宗）
- 薙刀直シ刀（銘 国重八幡大菩薩天満大自在天神）
- 白檀塗浅葱糸威腹巻（びゃくだんぬりあさぎいとおどしはらまき）兜・大袖・小具足付
- 柞原八幡宮文書 17巻（216通）

※典拠：2000年までの指定物件については『国宝・重要文化財大全 別巻』（所有者別総合目録・名称総索引・統計資料）（毎日新聞社、2000）による。なお、社殿の重要文化財指定は平成23年6月20日文部科学省告示第95号。

### 天然記念物（国指定）
- 柞原八幡宮のクス[7]
樹齢3000年を越えると伝えられる[8]。伊能忠敬は全国の測量の途上で文化8年1月3日（1811年1月27日）に柞原八幡宮を訪れ、日記に「由原八幡宮境内に大楠あり周十四間」と書き残している[9]。

### 大分県指定有形文化財
- 柞原八幡宮絵図
- 八幡宇佐宮御託宣集（附 裏書）
- 木造不動明王立像
- 木造女神形坐像
- 木造菩薩形坐像
- 木造祖師形坐像
- 板彫多聞天立像
- 板彫不動明王立像
- 紙本著色由原八幡宮縁起絵巻（附 極書二通）
- 紺紙金泥増壱阿含経
- 山水蒔絵縁起絵巻納箱

## 現地情報
所在地
- 大分県大分市大字八幡987

交通アクセス
- 最寄駅：JR九州日豊本線 西大分駅から
  - 徒歩：約60分
  - バス：大分交通バス（柞原行き）で、「柞原」バス停（終点）下車 （乗車時間約10分、下車後徒歩約5分）
- JR九州日豊本線ほか 大分駅から
  - バス：大分交通バス（柞原行き）で、「柞原」バス停（終点）下車 （乗車時間約35分、下車後徒歩約5分）

車
- 東九州自動車道 大分ICから、車で約15分

## 関連図書
- 安津素彦・梅田義彦編集兼監修者『神道辞典』神社新報社、1968年、64頁
- 白井永二・土岐昌訓編集『神社辞典』東京堂出版、1979年、348頁